# Чезар Флорін Оуату
Че́зар Фло́рін Оуа́ту (рум. Cezar Florin Ouatu) — румунський співак. Представляв Румунію на Євробаченні 2013 з піснею «It's My Life». У фіналі співак посів тринадцяте місце.